# 金陵东路
金陵东路，是中國上海市黄浦区中东部一条东西向的马路，东起中山东二路，西到西藏南路与金陵中路相接，全长1402米。该路于1860年由上海法租界管理道路委员会辟筑，最初因临近法国驻上海领事馆而称“领事馆路”（法語：rue du Consulat)，汉译公馆马路，俗称法大马路。全路沿街多为骑楼式样。1943年10月更名为金陵路，1945年12月改今名。

## 历史

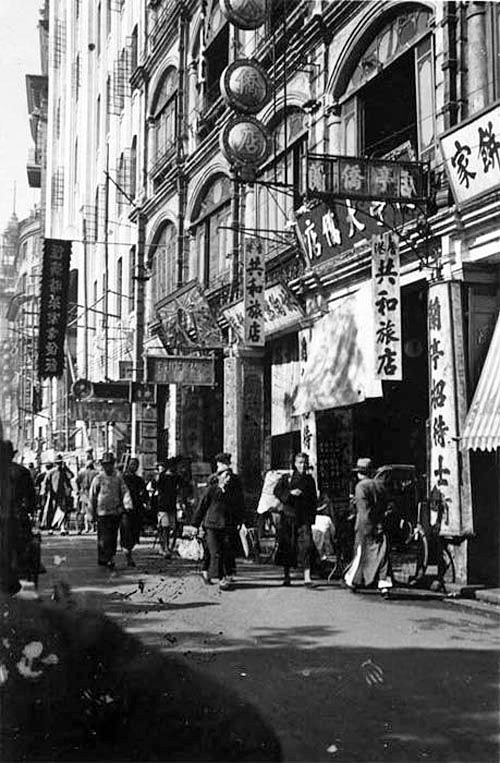
20世纪30年代初的金陵东路

1860年，上海法租界管理道路委员会决定在法国驻上海领事馆南侧辟筑道路。因此，该路也定名公馆马路（法語：rue du Consulat，“领事馆路”），又称作法大马路（rue principale）。最初，公馆马路仅从法租界外滩至天主堂街（今四川南路）。1865年，由于法租界公董局办公场所的兴建（原址位于今上海市公安局黄浦分局处），马路向西延伸至老北门大街（今河南南路）。同年，法租界公董局筹备的法商上海自来火行选址今永寿路与广西南路间的土地。公馆马路再向西修筑到今西藏南路。
1874年，法租界公董局拓宽公馆马路到13.3米。1902年，再度拓宽到今天的15米的宽度。1924年，法租界公董局董事会决定于当年3月17日开始实行《公馆马路柱廊章程》，要求业主新建建筑时在人行道上建造廊柱，如果改建则应退后底层及二层的外墙，以便形成柱廊。为此，公董局安排了津贴用于补偿修造柱廊而导致的空间损失。其中，柱廊所占面积，由地价的1/3加10%来给付。同时，首次建造柱廊的业主根据提交给公董局的图样领取津贴，每根柱子50两、过梁每米12两、平顶每平方4两。但后续柱廊的维护由业主负责，公董局仅负责廊外的铺地。到1930年代，公馆马路基本形成今天的骑楼样式风貌。
1943年10月10日，偽上海特别市政府训令，将公馆马路以南京的古称金陵命名，改称金陵路。1945年12月上海光復後，上海市政府发布布告，将金陵路东段改成金陵东路，并沿用至今。
由于开发较早，公馆马路是法租界的政治和经济中心，直到霞飞路的崛起，其商业中心的地位才被取代。目前，金陵东路主要以居民区和办公楼为主，骑楼底层多沿街店铺。另外，金陵东路东首有上海市轮渡下辖东金线轮渡使用的轮渡站。

## 交会道路

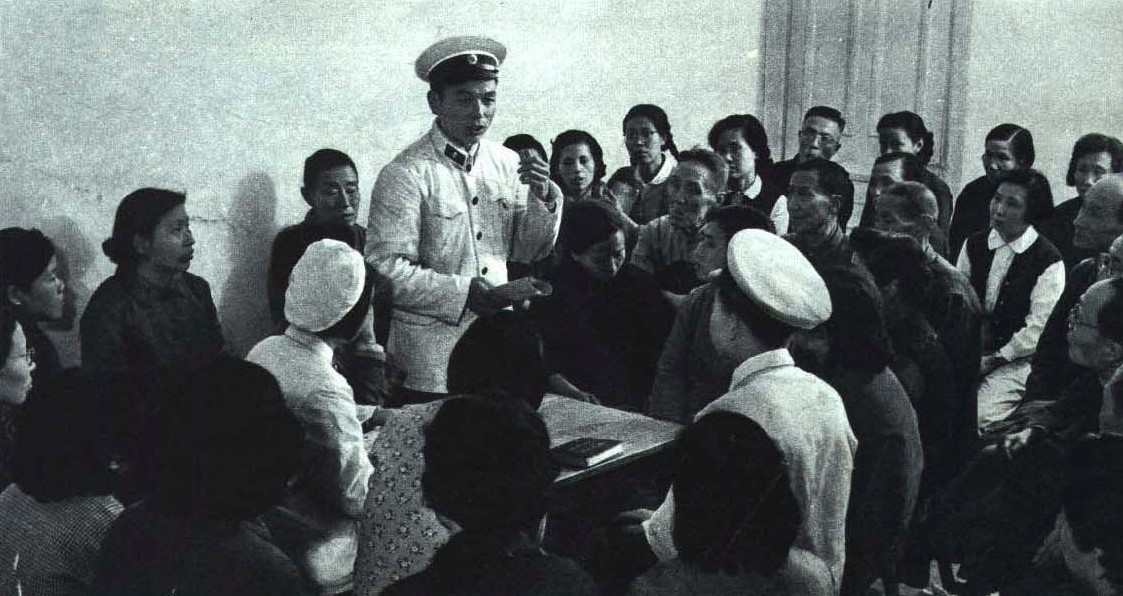
1964年 金陵东路派出所的民警向里弄居民汇报工作，并征求群众意见

与金陵东路交会的马路，由东到西分别为：
- 中山东二路
- 永安路
- 四川南路
- 溪口路
- 永胜路
- 江西南路
- 紫金路
- 河南南路
- 金门路
- 松下路
- 山东南路
- 盛泽路
- 福建南路
- 浙江南路
- 永寿路
- 广西南路
- 云南南路
- 西藏南路
- 金陵中路